# Hudson River School

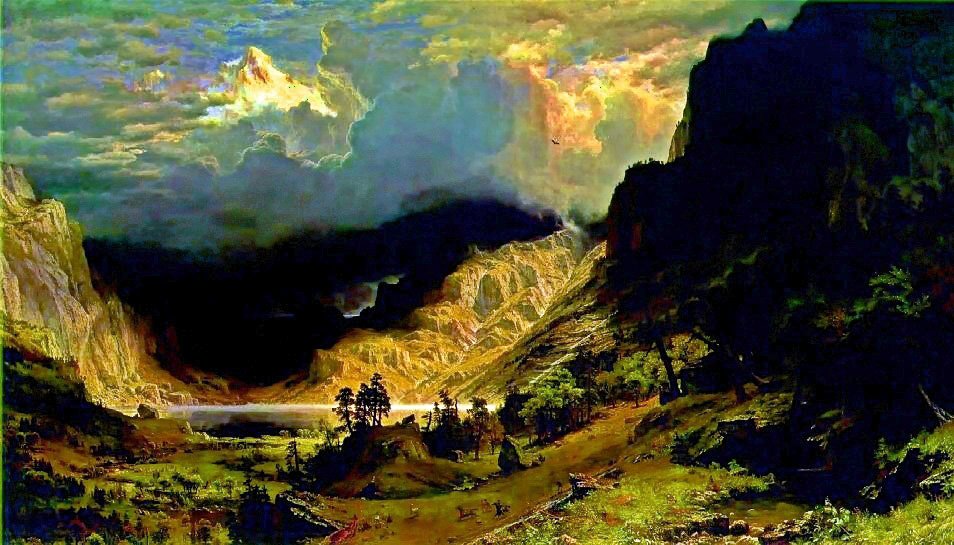
Storm in the Rocky Mountains (Mount Rosa) (1886), av Albert Bierstadt

The Hudson River School, på svenska även Hudson River-skolan, var en amerikansk konststil på mitten av 1800-talet med landskapsmålningar som var påverkad av romantiken och Düsseldorfskolan. Deras bilder skildrade främst Hudson Valley med omnejd, däribland Catskill Mountains, Adirondack Mountains, och White Mountains. 

## Översikt
Vem som kom på begreppet Hudson River School har inte fastställts med säkerhet. Termen tros ha sitt ursprung i New York Tribunes konstkritiker Clarence Cook eller landskapsmålare Homer D. Martin. Ursprungligen användes det nedsättande om den sort av målningar som hade gått ur modet när friluftsmåleriet och Barbizonskolan hade kommit på modet bland den amerikanska konstpubliken och samlarna.
Hudson River Schools målningar speglar tre teman inom Amerikas 1800-tals historia: upptäckt, utforskning och nybebyggelse. Målningarna skildrar det amerikanska landskapet som en pastoral plats, där människor och natur samexisterar fredligt. Landskapen karakteriseras av en realistisk, detaljerad och ibland idealiserad bild av naturen. Ofta ställs fredligt jordbruk och resterande vildmark sida vid sida. Som inspirationskälla hade de sådana europeiska mästare som Claude Lorrain, John Constable och William Turner. Många av målningarna återger inte en faktisk plats utan är en kombination av flera scener som konstnären sett. För att samla in intryck till tavlorna reste många av konstnärerna till ganska exceptionella och extrema miljöer. Under dessa expeditioner gjordes skisser som senare blev till målningar hemma i ateljén.

## Thomas Cole

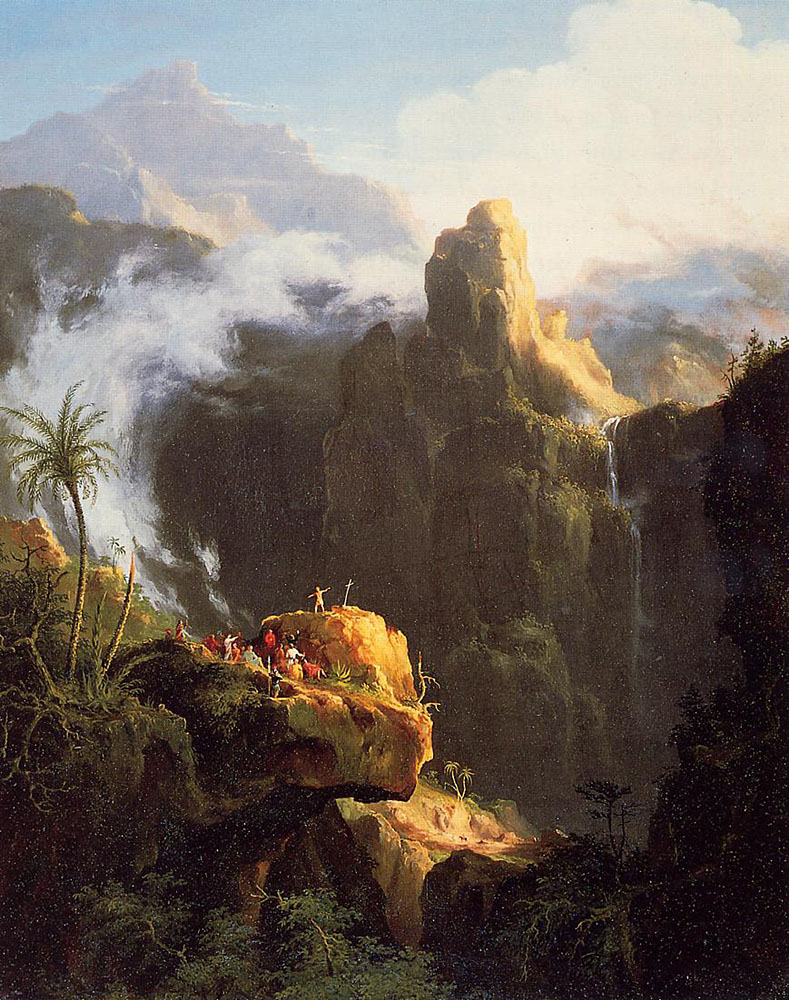
Saint John in the Wilderness (1827) av Thomas Cole.

Konstnären Thomas Cole är allmänt erkänd som grundaren av Hudson River School. Cole tog en ångbåt uppför Hudson river hösten 1825, samma år som Eriekanalen öppnades, och sedan vidare västerut upp i Catskill Mountains i New York för att måla de första landskapsbilderna i området. 

## Andra generationen
Den andra generationen av Hudson River Schools konstnärer framträdande efter Coles tidiga död 1848. Bland dess medlemmar ingick Frederic Edwin Church, John Frederick Kensett och Sanford Robinson Gifford . De flesta av de bästa verken av Hudson River School målades mellan 1855 och 1875. Under denna tiden var konstnärer som Frederic Edwin Church and Albert Bierstadt kändisar. När kyrkan ställde ut målningar som Niagara eller Isberg i norr köade tusentals människor runt kvarteret och betalade femtio cent per person för att se verken. 

## Konstnärer inom Hudson River School (urval)
- Albert Bierstadt (1830-1902)
- Frederic Edwin Church (1826-1900)
- Thomas Cole (1801-1848)
- Jasper Francis Cropsey (1823-1900)
- George Inness (1825-1894)